# ARA Almirante Domecq García (D-23)
El ARA Almirante Domecq García (D-23) fue un destructor de la clase Fletcher botado originalmente como USS Barine (DD-630) para la Armada de los Estados Unidos. Fue incorporado por la Armada Argentina en 1971 y estuvo en servicio hasta ser irradiado a fines de 1982.
Fue construido por el astillero Bath Iron Works, botándose el 7 de mayo de 1943. Participó en la Segunda Guerra Mundial y la Guerra de Vietnam para Estados Unidos. El 7 de abril de 1971 fue desprogramado y aprobado para ser transferido a Argentina, vendiéndoselo el 10 de agosto. Afirmó el pabellón argentino el 18 de agosto de 1971, en Portland, Estados Unidos.

## En la Armada de los Estados Unidos

### El nombre
Daniel Lawrence Braine (Nueva York, 18 de mayo de 1829 - Brooklyn, 30 de enero de 1898) fue un marino graduado Guardiamarina en 1847, sirvió en Misisipi y John Adams durante la Intervención estadounidense en México. Durante la guerra civil él comandó Monticello y participó en un contrato con la batería rebelde en el punto de Sewell, en el primer contrato naval de la guerra. Él también tomó parte en el ataque y la captura de Forts Hatteras y Clarke y enganchó al enemigo en las maderas de Kimmekerk sobre el cabo Hatteras. Entre 1873 y 1875 comandó Juniata en su crucero a Groenlandia en busca de la expedición malograda de Polaris. El ya entonces Contraalmirante Braine se retiró en mayo de 1891 y murió en Brooklyn el 30 de enero de 1898.

### Historia de servicio
El 15 de febrero de 1944 el USS Braine participó en el desembarco en Isla Verde. Ardió en el puerto de Rabaul bajo fuego enemigo para el bombardeo de las instalaciones enemigas en la noche del 24-25 de febrero. El 20 de marzo apoyó los desembarcos en la isla de Emirau, archipiélago de Bismarck. Pasó los meses siguientes como escolta y entrenamiento para la invasión de las Marianas.

## En la Armada Argentina
En la Armada Argentina participó en todos los ejercicios de la flota marítima.
No participó de las operaciones en la Guerra de las Malvinas; solamente estuvo como estación de radar.

### Comandantes
| Nombre                                 | Período                                       |
| -------------------------------------- | --------------------------------------------- |
| Capitán de fragata Mario E. Olmos      | 1 de agosto de 1971-21 de febrero de 1972     |
| Capitán de fragata Niecto E. Ayerra    | 21 de febrero de 1972-14 de febrero de 1973   |
| Capitán de fragata Federico C. Garriga | 14 de febrero de 1973-14 de marzo de 1974     |
| Capitán de fragata Roberto A. Day      | 1 de marzo de 1974-3 de febrero de 1975       |
| Capitán de fragata Carlos E. Bari      | 3 de febrero de 1975-21 de enero de 1976      |
| Capitán de fragata Carlos A. Vaibinger | 21 de enero de 1976-3 de enero de 1977        |
| Capitán de fragata Marcelo A. Linares  | 3 de enero de 1977-24 de enero de 1978        |
| Capitán de fragata Jorge A. Mantoyani  | 24 de enero de 1978-13 de julio de 1978       |
| Capitán de fragata José María Arriola  | 13 de julio de 1978-2 de marzo de 1979        |
| Capitán de fragata Héctor F. Lobbosco  | 2 de marzo de 1979-12 de febrero de 1980      |
| Capitán de fragata Antonio A. Russo    | 12 de febrero de 1980-15 de diciembre de 1980 |
| Capitán de fragata Ricardo Sánchez     | 15 de diciembre de 1980-2 de febrero de 1982  |
| Capitán de corbeta Héctor Zurowski     | 2 de febrero de 1982-30 de noviembre de 1982  |